# تشم داود (مقاطعة دورة)
تشم داود (بالفارسية: چم داود) هي قرية تقع في قسم تشكن الريفي (مقاطعة دورة) في إيران. يقدر عدد سكانها بـ 519 نسمة .